# 髙田悦子
髙田 悦子（たかだ えつこ、1959年5月30日 - ）は、日本の実業家。大阪市北区出身。
一般社団法人 国際コーチング振興協会の創業者・代表理事。キャリア・コンサルタント。

## 著書
- 『人生の羅針盤 ONEルール』（Rashisa出版、2021年9月15日）[2]